# Cerocala insana
Cerocala insana är en fjärilsart som beskrevs av Herrich-Schäffer 1858. Cerocala insana ingår i släktet Cerocala och familjen nattflyn. Inga underarter finns listade i Catalogue of Life.